# Grand Prix automobile du Qatar 2023
GP précédent GP suivant
Le Grand Prix automobile du Qatar 2023 (Formula 1 Qatar Airways Qatar Grand Prix 2023) disputé le 8 octobre 2023 sur le Circuit international de Losail, est la 1096e épreuve du championnat du monde de Formule 1 courue depuis 1950. Il s'agit de la deuxième édition du Grand Prix du Qatar comptant pour le championnat du monde de Formule 1 et de la dix-huitième manche du championnat 2023. Après une première édition disputée en 2021, le Grand Prix Qatari revient au calendrier avec contrat de dix ans à la clé. Il s'agit par ailleurs cette année du quatrième weekend de Grand Prix (sur six) comprenant l'organisation d'une course sprint le samedi.
Max Verstappen n'a besoin que d'une seule tentative en Q3 pour mettre la concurrence à la raison avant de descendre de sa monoplace et d'observer ses rivaux se battre pour les accessits sur la grille de départ du Grand Prix dominical. Il réalise sa dixième pole position de la saison, la trentième de sa carrière. Alors que son coéquipier Sergio Pérez, mais aussi Carlos Sainz Jr., ne se sont pas extraits de la Q2, Lando Norris voit ses espoirs de départ en première ligne s'envoler avec l'annulation de son temps pour être sorti des limites de la piste et part dixième. Auteur du quatrième temps, Oscar Piastri, pénalisé pour la même raison, recule au sixième rang. Les Mercedes en profitent, George Russell s'élançant en première ligne et Lewis Hamilton sur la deuxième, devant Fernando Alonso. Charles Leclerc précède Piastri sur la troisième ligne ; ils sont suivis par les Alpine de Pierre Gasly et Esteban Ocon. Neuvième, Valtteri Bottas part devant Norris.
Oscar Piastri, en pole position de la course sprint, la remporte devant Max Verstappen qui s'adjuge son troisième titre de champion du monde alors qu'il reste six Grands Prix à disputer, course dominicale qatarie comprise. Ce sprint, neutralisé à trois reprises, se joue principalement entre les monoplaces chaussées de pneus medium et celles qui, comme les Ferrari, George Russell et Fernando Alonso, s'élancent en gommes tendres. En verve en début de course, ils rétrogradent inéluctablement à la fin : dans le dernier tour, Lando Norris ravit la troisième place à Russell alors que Lewis Hamilton, parti douzième, s'attribue le cinquième rang aux dépens des Ferrari. De son côté, après un départ très prudent qui le voit boucler le premier tour en cinquième position, Verstappen remonte facilement jusqu'au deuxième rang ; il devient champion dès le dixième tour, quand Sergio Pérez, son unique rival encore en lice pour le titre, abandonne dans le bac à sable, victime collatérale d'un accrochage entre Esteban Ocon et Nico Hülkenberg.
Insatiable, Max Verstappen continue sur le rythme de sa saison record : le dimanche, le triple champion du monde passe toute la course en tête, s'octroit le meilleur tour dans l'avant-dernière boucle et réalise son second Grand chelem de l'année. Il obtient sa quatorzième victoire de la saison, la quarante-neuvième de sa carrière, atteignant 433 points, plus de 200 de mieux que son dauphin Sergio Pérez. Le déroulement de la course est atypique puisque, pour des raisons de sécurité, Pirelli a limité à dix-huit le nombre maximal de tours par train de pneus, ce qui entraîne un minimum de trois arrêt. Les pilotes McLaren, comme deux semaines plus tôt au Japon, se mettent à nouveau en valeur mais cette fois dans l'ordre inverse avec la deuxième place d'Oscar Piastri qui obtient son meilleur résultat dans la discipline, devant Lando Norris. De nombreux pilotes qui ont dû attaquer tout du long par une chaleur étouffante, terminent l'épreuve exténués.
Les McLaren bénéficient, au départ, de l'accrochage au premier virage entre Hamilton et Russell lorsque le septuple champion du monde force le passage à l'extérieur, perd une roue et abandonne tandis que Russell repart dernier. Au milieu de ce chaos, Piastri parti sixième, s'infiltre à l'intérieur, dépasse d'un coup Alonso et Leclerc et se retrouve deuxième derrière la Red Bull no 1 ; il conserve cette position jusqu'au bout, au gré des passages au stand qui perturbent la lecture du classement, sauf pour Verstappen qui mènera durant toute la course. Norris, qui revient en troisième position à coup de records du tour, souhaite attaquer son coéquipier mais une consigne d'équipe lui demande fermement de garder sa position. Très en verve, Russell remonte au classement et ravit la quatrième place à Leclerc au jeu des troisièmes arrêts au stand en ressortant devant lui grâce à une vitesse nettement supérieure en piste. Alonso, qui se plaint une nouvelle fois d'être gêné par un siège baquet brûlant, navigue au sixième rang sans espérer mieux en contenant Ocon jusqu'au drapeau à damier. Pour la première fois de la saison, les Alfa Romeo marquent toutes deux des points avec Bottas huitième et Zhou neuvième. Dans le cinquante-troisième tour, Gasly dépasse Stroll pour le gain de la dixième place mais, après un hors-piste, lui rend la position dans la boucle suivante ; en embuscade, Pérez en profite pour les dépasser et s'attribuer le point restant. Ces trois pilotes ainsi qu'Alexander Albon qui termine treizième, accumulent les pénalités pour de trop nombreux dépassements des limites de la piste.
Sacré champion du monde la veille à l'arrivée du sprint, Max Verstappen (433 points) possède désormais 209 points d'avance sur Sergio Pérez (223 points). Au troisième rang, Lewis Hamilton malgré ses quatre points du sprint (194 points) voit Fernando Alonso (183 points) se rapprocher. Carlos Sainz (153 points) et Charles Leclerc (145 points), restent en lice pour le podium final. Au septième rang, Lando Norris (136 points) passe devant George Russell (132 points) tandis que Oscar Piastri qui engrange 26 points à Losail, (83 points) accélère sa remontée. Lance Stroll (47 points), Pierre Gasly (46 points) et Esteban Ocon (44 points) sont dans un mouchoir pour la dixième place. Champion du monde des constructeurs depuis le Grand Prix du Japon, Red Bull Racing embellit son capital grâce à Verstappen (657 points) alors que Mercedes, deuxième avec 326 points, reste menacé par Ferrari (298 points). Aston Martin (230 points) quatrième, voit McLaren (219 points) revenir comme un boulet de canon ; suivent Alpine (90 points), Williams (23 points), Alfa Romeo (16 points), Haas (12 points) et AlphaTauri (5 points).

## Contexte avant le Grand Prix

### Max Verstappen vers son troisième titre mondial
Au soir de la manche précédente à Suzuka, où il a remporté sa treizième victoire de la saison, Max Verstappen (400 points) possède 177 points de plus que son dauphin et coéquipier Sergio Pérez (223 points). Il ne lui en faudra que 146 d'avance au terme du weekend qatari pour s'adjuger son troisième titre consécutif. Il peut donc être sacré dès la course sprint du samedi dans les cas suivants,:
- il prend une des six premières places de la course sprint ;
- il se classe septième du sprint et Perez ne le gagne pas ;
- il termine huitième et Pérez n'est ni premier ni deuxième ;
- il ne marque aucun point lors du sprint mais Pérez n'est pas sur le podium.

En résumé, son avance au classement du championnat doit être au minimum de 172 points après le sprint pour ceindre la couronne à six Grands Prix de la fin de saison.

### Le format 2023 du sprint
La direction de la Formule 1 et les écuries sont parvenues, en marge du Grand Prix d'Australie à Melbourne, à un accord sur l'organisation d'un weekend de Grand Prix comprenant un sprint, l'idée étant de faire du samedi une journée de compétition indépendante. Il y en a six cette année, et la formule a été mise en place pour la première fois le 30 avril à Bakou.
Selon cet accord, validé le 25 avril par le Conseil Mondial de la FIA, se déroule  le vendredi une séance d'essais libres puis une séance de qualification attribuant la pole position et déterminant la composition de la grille de départ de la course dominicale,. Le samedi, se tiennent les qualifications pour le sprint selon un format raccourci à 45 minutes (12 pour la Q1, 10 pour la Q2 et 8 pour la Q3) et sous la dénomination « sprint shootout » puis le sprint lui-même avec attribution des points allant de 8 au premier à 1 au huitième,.

### Confirmation de Liam Lawson par AlphaTauri
Liam Lawson, qui remplace Daniel Ricciardo depuis Zandvoort est à nouveau aligné en course par la Scuderia AlphaTauri ; il déclare : « Au Japon, la nouvelle a été rendue publique selon laquelle je serais de retour au rôle de pilote de réserve l'année prochaine. Évidemment, mon objectif est d'être en Formule 1 à plein temps, donc même si c'est décevant, c'est toujours mon objectif et, maintenant, j'essaie de m'assurer que je peux y arriver à l’avenir. Pour le moment, j'ai encore cette opportunité de continuer à essayer de montrer des choses et j'essaierai d'en tirer le meilleur parti. Pour l'instant, aussi longtemps que cela dure, je vais me concentrer là-dessus puis une fois que je me retirerai de la F1, je me concentrerai pleinement sur la préparation de la dernière manche du championnat Super Formula à Suzuka, qui aura lieu lors du weekend du Grand Prix du Mexique. Ce sera très différent mais cela a certainement été utile d'avoir parcouru autant de tours à Suzuka tout au long du weekend du Grand Prix. »

## Pneus disponibles
| Pneus pour piste sèche | Pneus pour piste sèche | Pneus pour piste sèche | Pneus pluie    | Pneus pluie |
| ---------------------- | ---------------------- | ---------------------- | -------------- | ----------- |
| Durs (Type C1)         | Medium (Type C2)       | Tendres (Type C3)      | Intermédiaires | Pluie       |

## Essais libres et qualifications

### Première séance d'essais libres, le vendredi de 16 h 30 à 17 h 30
| Pos. | Pilote           | Voiture               | Chrono         | Écart     |
| ---- | ---------------- | --------------------- | -------------- | --------- |
| 1    | Max Verstappen   | Red Bull-Honda RBPT   | 1 min 27 s 428 |           |
| 2    | Carlos Sainz Jr. | Ferrari               | 1 min 27 s 762 | + 0 s 334 |
| 3    | Charles Leclerc  | Ferrari               | 1 min 27 s 909 | + 0 s 481 |
| 4    | Fernando Alonso  | Aston Martin-Mercedes | 1 min 27 s 919 | + 0 s 491 |
| 5    | Sergio Pérez     | Red Bull-Honda RBPT   | 1 min 28 s 016 | + 0 s 588 |
| 6    | Yuki Tsunoda     | AlphaTauri-Honda RBPT | 1 min 28 s 027 | + 0 s 599 |

### Séance de qualifications, le vendredi de 20 h à 21 h
| Pos.                                                                                      | Pilote          | Écurie                | Qualifications 1 | Qualifications 2 | Qualifications 3 |
| ----------------------------------------------------------------------------------------- | --------------- | --------------------- | ---------------- | ---------------- | ---------------- |
| 1                                                                                         | Max Verstappen  | Red Bull-Honda RBPT   | 1 min 25 s 007   | 1 min 24 s 483   | 1 min 23 s 778   |
| 2                                                                                         | George Russell  | Mercedes              | 1 min 25 s 334   | 1 min 24 s 827   | 1 min 24 s 219   |
| 3                                                                                         | Lewis Hamilton  | Mercedes              | 1 min 26 s 076   | 1 min 24 s 381   | 1 min 24 s 305   |
| 4                                                                                         | Fernando Alonso | Aston Martin-Mercedes | 1 min 25 s 223   | 1 min 25 s 241   | 1 min 24 s 369   |
| 5                                                                                         | Charles Leclerc | Ferrari               | 1 min 25 s 452   | 1 min 25 s 079   | 1 min 24 s 424   |
| 6                                                                                         | Oscar Piastri   | McLaren-Mercedes      | 1 min 25 s 266   | 1 min 24 s 724   | 1 min 24 s 540   |
| 7                                                                                         | Pierre Gasly    | Alpine-Renault        | 1 min 25 s 566   | 1 min 24 s 918   | 1 min 24 s 553   |
| 8                                                                                         | Esteban Ocon    | Alpine-Renault        | 1 min 25 s 711   | 1 min 24 s 928   | 1 min 24 s 763   |
| 9                                                                                         | Valtteri Bottas | Alfa Romeo-Ferrari    | 1 min 26 s 038   | 1 min 25 s 297   | 1 min 25 s 058   |
| 10                                                                                        | Lando Norris    | McLaren-Mercedes      | 1 min 25 s 131   | 1 min 24 s 685   | Pas de temps     |
| 11                                                                                        | Yuki Tsunoda    | AlphaTauri-Honda RBPT | 1 min 26 s 058   | 1 min 25 s 301   |                  |
| 12                                                                                        | Carlos Sainz    | Ferrari               | 1 min 25 s 808   | 1 min 25 s 328   |                  |
| 13                                                                                        | Sergio Pérez    | Red Bull-Honda RBPT   | 1 min 25 s 991   | 1 min 25 s 462   |                  |
| 14                                                                                        | Alexander Albon | Williams-Mercedes     | 1 min 26 s 118   | 1 min 25 s 707   |                  |
| 15                                                                                        | Nico Hülkenberg | Haas-Ferrari          | 1 min 25 s 904   | 1 min 25 s 783   |                  |
| 16                                                                                        | Logan Sargeant  | Williams-Mercedes     | 1 min 26 s 210   |                  |                  |
| 17                                                                                        | Lance Stroll    | Aston Martin-Mercedes | 1 min 26 s 345   |                  |                  |
| 18                                                                                        | Liam Lawson     | AlphaTauri-Honda RBPT | 1 min 26 s 635   |                  |                  |
| 19                                                                                        | Kevin Magnussen | Haas-Ferrari          | 1 min 27 s 046   |                  |                  |
| 20                                                                                        | Guanyu Zhou     | Alfa Romeo-Ferrari    | 1 min 27 s 432   |                  |                  |
| Temps minimal à réaliser pour la qualification : 1 min 30 s 957 (107 % de 1 min 25 s 007) |                 |                       |                  |                  |                  |

### Grille de départ
- Sergio Pérez, auteur du treizième temps, est pénalisé d'un départ depuis la voie des stands ainsi que d'une pénalité supplémentaire de dix secondes. Pérez a été contraint à l'abandon lorsqu'Esteban Ocon a doublé Nico Hülkenberg et provoqué un accrochage lors du sprint ; le ponton et le plancher de la Red Bull RB19, trop endommagés, n'ont pu être réparés et Red Bull a reconstruit un nouveau châssis considéré comme une troisième voiture. De plus, les travaux ont été poursuivis deux heures après l'arrivée du sprint alors que le règlement sportif précise qu'à ce moment, les voitures doivent être bâchées et prêtes à recevoir le sceau de la FIA qui valide la procédure de parc fermé[12],[13] ;
- Carlos Sainz Jr., auteur du douzième temps, ne prend pas le départ de la course, sa voiture étant affectée par une fuite d'essence ; le douzième emplacement de la grille de départ reste donc vide[14].

## Sprint

### Séance d'essai exceptionnelle, le samedi de 16 h à 16 h 10
Pirelli annonce que des problèmes potentiellement graves touchaient les pneumatiques utilisés lors des essais libres du vendredi ; en effet, les pneus qui ont parcouru au moins vingt tours présentent une usure structurelle excessive. La FIA décide dès lors de prendre une série de mesures pour éviter les incidents en piste, l'une d'elles étant l'organisation d'une session d'essai exceptionnelle de dix minutes avant les qualifications pour le sprint : « À la suite de l'analyse standard des pneus utilisés lors des essais libres 1 hier, au cours de laquelle les pneus utilisés pendant environ vingt tours sont examinés par Pirelli pour vérifier divers paramètres de sécurité, une séparation dans le flanc entre le composé de garniture et les cordons de la carcasse a été découverte sur un grand nombre de pneus qui ont été contrôlés. La FIA et Pirelli estiment qu'un nombre significatif de tours supplémentaires avec ces pneus pourrait entraîner des dommages avec une perte d'air. Une séance d'essai de dix minutes aura lieu avant la Qualification Sprint, décalée pour l'occasion de vingt minutes,,. »
Les mesures de sécurité complémentaires sont les suivantes,, :
- révision des limites de la piste dans les virages no 12 et no 13 ;
- analyse approfondie des pneumatiques après la course sprint de 19 tours afin de décider si d'autres mesures doivent être prises avant le Grand Prix.

Si les pneus sont en trop mauvais état après le sprint, la FIA prévoit, pour des raisons de sécurité,, : 
- la durée d'utilisation des pneumatiques ne devra pas dépasser vingt tours pour les pneus neufs utilisés en course ; cette durée est portée à 22 tours pour les pneus usagés utilisés en course afin de tenir compte des tours de qualification ;
- tous les pilotes sont obligés d'effectuer au moins trois arrêts au stand pour changer de pneus pendant la course.

### «Sprint shootout» le samedi de 16 h 20 à 17 h 04
| Pos.                                                                                      | Pilote           | Écurie                | SQ1 (12 min)   | SQ2 (10 min)   | SQ3 (8 min)    |
| ----------------------------------------------------------------------------------------- | ---------------- | --------------------- | -------------- | -------------- | -------------- |
| 1                                                                                         | Oscar Piastri    | McLaren-Mercedes      | 1 min 25 s 979 | 1 min 25 s 496 | 1 min 24 s 454 |
| 2                                                                                         | Lando Norris     | McLaren-Mercedes      | 1 min 25 s 672 | 1 min 24 s 947 | 1 min 24 s 536 |
| 3                                                                                         | Max Verstappen   | Red Bull-Honda RBPT   | 1 min 25 s 510 | 1 min 25 s 199 | 1 min 24 s 646 |
| 4                                                                                         | George Russell   | Mercedes              | 1 min 25 s 413 | 1 min 25 s 027 | 1 min 24 s 841 |
| 5                                                                                         | Fernando Alonso  | Aston Martin-Mercedes | 1 min 25 s 936 | 1 min 25 s 344 | 1 min 24 s 959 |
| 6                                                                                         | Carlos Sainz Jr. | Ferrari               | 1 min 25 s 872 | 1 min 25 s 433 | 1 min 25 s 155 |
| 7                                                                                         | Charles Leclerc  | Ferrari               | 1 min 26 s 266 | 1 min 25 s 367 | 1 min 25 s 247 |
| 8                                                                                         | Nico Hülkenberg  | Haas-Ferrari          | 1 min 26 s 450 | 1 min 25 s 499 | 1 min 25 s 320 |
| 9                                                                                         | Sergio Pérez     | Red Bull-Honda RBPT   | 1 min 26 s 123 | 1 min 25 s 143 | 1 min 25 s 382 |
| 10                                                                                        | Esteban Ocon     | Alpine-Renault        | 1 min 26 s 072 | 1 min 25 s 510 | Pas de temps   |
| 11                                                                                        | Pierre Gasly     | Alpine-Renault        | 1 min 25 s 829 | 1 min 25 s 686 |                |
| 12                                                                                        | Lewis Hamilton   | Mercedes              | 1 min 26 s 424 | 1 min 25 s 962 |                |
| 13                                                                                        | Valtteri Bottas  | Alfa Romeo-Ferrari    | 1 min 26 s 449 | 1 min 26 s 236 |                |
| 14                                                                                        | Liam Lawson      | AlphaTauri-Honda RBPT | 1 min 26 s 202 | 1 min 26 s 584 |                |
| 15                                                                                        | Zhou Guanyu      | Alfa Romeo-Ferrari    | 1 min 26 s 669 | 1 min 54 s 546 |                |
| 16                                                                                        | Lance Stroll     | Aston Martin-Mercedes | 1 min 26 s 849 |                |                |
| 17                                                                                        | Alexander Albon  | Williams-Mercedes     | 1 min 26 s 862 |                |                |
| 18                                                                                        | Yuki Tsunoda     | AlphaTauri-Honda RBPT | 1 min 26 s 926 |                |                |
| 19                                                                                        | Kevin Magnussen  | Haas-Ferrari          | 1 min 27 s 438 |                |                |
| Temps minimal à réaliser pour la qualification : 1 min 31 s 391 (107 % de 1 min 25 s 413) |                  |                       |                |                |                |
| Nq.                                                                                       | Logan Sargeant   | Williams-Mercedes     | 2 min 05 s 471 |                |                |

### Sprint, le samedi de 20 h 30 à 21 h 30
| Pos. | Pilote           | Voiture               | Tours | Temps/Abandon                     | Grille | Points |
| ---- | ---------------- | --------------------- | ----- | --------------------------------- | ------ | ------ |
| 1    | Oscar Piastri    | McLaren-Mercedes      | 19    | 35 min 01 s 297 (175,930 km/h)    | 1      | 8      |
| 2    | Max Verstappen   | Red Bull-Honda RBPT   | 19    | + 1 s 871                         | 3      | 7      |
| 3    | Lando Norris     | McLaren-Mercedes      | 19    | + 8 s 497                         | 2      | 6      |
| 4    | George Russell   | Mercedes              | 19    | + 11 s 036                        | 4      | 5      |
| 5    | Lewis Hamilton   | Mercedes              | 19    | + 17 s 314                        | 12     | 4      |
| 6    | Carlos Sainz Jr. | Ferrari               | 19    | + 18 s 806                        | 6      | 3      |
| 7    | Alexander Albon  | Williams-Mercedes     | 19    | + 19 s 864                        | 17     | 2      |
| 8    | Fernando Alonso  | Aston Martin-Mercedes | 19    | + 21 s 180                        | 5      | 1      |
| 9    | Pierre Gasly     | Alpine-Renault        | 19    | + 21 s 742                        | 11     |        |
| 10   | Valtteri Bottas  | Alfa Romeo-Ferrari    | 19    | + 22 s 208                        | 13     |        |
| 11   | Yuki Tsunoda     | AlphaTauri-Honda RBPT | 19    | + 22 s 863                        | 18     |        |
| 12   | Charles Leclerc  | Ferrari               | 19    | + 24 s 860 (dont 5 s de pénalité) | 7      |        |
| 13   | Kevin Magnussen  | Haas-Ferrari          | 19    | + 24 s 970                        | 19     |        |
| 14   | Zhou Guanyu      | Alfa Romeo-Ferrari    | 19    | + 26 s 868                        | 15     |        |
| 15   | Lance Stroll     | Aston Martin-Mercedes | 19    | + 29 s 523 (dont 5 s de pénalité) | 16     |        |
| Abd. | Nico Hulkenberg  | Haas-Ferrari          | 11    | Accrochage                        | 8      |        |
| Abd. | Esteban Ocon     | Alpine-Renault        | 10    | Accrochage                        | 10     |        |
| Abd. | Sergio Pérez     | Red Bull-Honda RBPT   | 10    | Accrochage                        | 9      |        |
| Abd. | Logan Sargeant   | Williams-Mercedes     | 2     | Sortie de piste                   | 20     |        |
| Abd. | Liam Lawson      | AlphaTauri-Honda RBPT | 0     | Sortie de piste                   | 14     |        |

- Charles Leclerc et Lance Stroll écopent tous deux, après l'arrivée, d'une pénalité de 5 secondes pour de trop nombreux dépassement des limites de la piste[20],[21].

## Course

### Réunion exceptionnelle d'avant-course
Pirelli avait alerté la FIA, dès le vendredi soir, de ses inquiétudes concernant des dommages sur les pneus causés par des bordures de vibreurs sur le circuit de Losail. En conséquence, les limites de la piste ont été rapprochées de 80 cm entre les virages no 12 et no 14. La course Sprint, neutralisée à plusieurs reprises, n'a pas permis de fournir des données claires sur la tenue d'un relais de vingt tours. Une réunion est donc organisée, avant la course, entre Pirelli, la FIA et les équipes pour prendre une décision pour savoir s'il est nécessaire d'imposer une limite maximale de vingt tours par train de pneus, forçant chaque pilote à effectuer au moins trois arrêts.
À l'issue de la réunion, décision a été prise de limiter à 18 au maximum le nombre de tours effectués par un train de pneus. Chaque pilote devra donc effectuer trois arrêts aux stands obligatoires pour éviter d'éventuels dommages. Le nombre de 18 tours a été adopté car, avec une limite à 19, deux arrêts auraient pu suffire, ce que ne souhaitait pas la FIA. Toute voiture dépassant la limite sera signalée aux commissaires sportifs comme roulant dans des conditions dangereuses. En contrepartie, les équipes ont obtenu la liberté de choix des gommes qu'ils utiliseront et n'auront pas d'obligation d'utiliser deux types de gommes différents,.

### Classement de la course
| Pos. | no | Pilote           | Écurie                | Tours | Temps/Abandon                            | Grille  | Points |
| ---- | -- | ---------------- | --------------------- | ----- | ---------------------------------------- | ------- | ------ |
| 1    | 1  | Max Verstappen   | Red Bull-Honda RBPT   | 57    | 1 h 27 min 39 s 168 (211,250 km/h)       | 1       | 25 + 1 |
| 2    | 81 | Oscar Piastri    | McLaren-Mercedes      | 57    | + 4 s 833                                | 6       | 18     |
| 3    | 4  | Lando Norris     | McLaren-Mercedes      | 57    | + 5 s 969                                | 10      | 15     |
| 4    | 63 | George Russell   | Mercedes              | 57    | + 34 s 119                               | 2       | 12     |
| 5    | 16 | Charles Leclerc  | Ferrari               | 57    | + 38 s 976                               | 5       | 10     |
| 6    | 14 | Fernando Alonso  | Aston Martin-Mercedes | 57    | + 49 s 032                               | 4       | 8      |
| 7    | 31 | Esteban Ocon     | Alpine-Renault        | 57    | + 1 min 02 s 390                         | 8       | 6      |
| 8    | 77 | Valtteri Bottas  | Alfa Romeo-Ferrari    | 57    | + 1 min 06 s 563                         | 9       | 4      |
| 9    | 24 | Zhou Guanyu      | Alfa Romeo-Ferrari    | 57    | + 1 min 16 s 127                         | 19      | 2      |
| 10   | 11 | Sergio Pérez     | Red Bull-Honda RBPT   | 57    | + 1 min 20 s 181 (dont 5 s de pénalité)  | pitlane | 1      |
| 11   | 18 | Lance Stroll     | Aston Martin-Mercedes | 57    | + 1 min 21 s 652 (dont 10 s de pénalité) | 16      |        |
| 12   | 10 | Pierre Gasly     | Alpine-Renault        | 57    | + 1 min 22 s 300 (dont 10 s de pénalité) | 7       |        |
| 13   | 23 | Alexander Albon  | Williams-Mercedes     | 57    | + 1 min 31 s 014 (dont 10 s de pénalité) | 13      |        |
| 14   | 20 | Kevin Magnussen  | Haas-Ferrari          | 56    | + 1 tour                                 | 18      |        |
| 15   | 22 | Yuki Tsunoda     | AlphaTauri-Honda RBPT | 56    | + 1 tour                                 | 11      |        |
| 16   | 27 | Nico Hülkenberg  | Haas-Ferrari          | 56    | + 1 tour                                 | 14      |        |
| 17   | 40 | Liam Lawson      | AlphaTauri-Honda RBPT | 56    | + 1 tour                                 | 17      |        |
| Abd. | 2  | Logan Sargeant   | Williams-Mercedes     | 40    | Retrait volontaire (problème physique)   | 15      |        |
| Abd. | 44 | Lewis Hamilton   | Mercedes              | 0     | Accrochage                               | 3       |        |
| Np.  | 55 | Carlos Sainz Jr. | Ferrari               | 0     | Fuite d'essence                          | 12      |        |

- Pour de trop nombreux dépassements des limites de la piste, Pierre Gasly, Lance Stroll et Alexander Albon écopent chacun de deux pénalités de 5 secondes ; Sergio Pérez est, pour sa part, pénalisé une fois[14].

### Pole position et record du tour
- Pole position :  Max Verstappen (Red Bull-Honda RBPT) en 1 min 23 s 778 (232,858 km/h)[25].
- Meilleur tour en course :  Max Verstappen (Red Bull-Honda RBPT) en 1 min 24 s 319 (231,364 km/h) au cinquante-sixième tour ; vainqueur de la course, il s'adjuge le point bonus associé[26].

### Tours en tête
- Max Verstappen (Red Bull-Honda RBPT) : 57 tours (1-57)[27].

## Classements généraux à l'issue de la course
| Pos.     | Pilote           | Écurie                | Points |
| -------- | ---------------- | --------------------- | ------ |
| Champion | Max Verstappen   | Red Bull-Honda RBPT   | 433    |
| 2        | Sergio Pérez     | Red Bull-Honda RBPT   | 224    |
| 3        | Lewis Hamilton   | Mercedes              | 194    |
| 4        | Fernando Alonso  | Aston Martin-Mercedes | 183    |
| 5        | Carlos Sainz Jr. | Ferrari               | 153    |
| 6        | Charles Leclerc  | Ferrari               | 145    |
| 7        | Lando Norris     | McLaren-Mercedes      | 136    |
| 8        | George Russell   | Mercedes              | 132    |
| 9        | Oscar Piastri    | McLaren-Mercedes      | 83     |
| 10       | Lance Stroll     | Aston Martin-Mercedes | 47     |
| 11       | Pierre Gasly     | Alpine-Renault        | 46     |
| 12       | Esteban Ocon     | Alpine-Renault        | 44     |
| 13       | Alexander Albon  | Williams-Mercedes     | 23     |
| 14       | Valtteri Bottas  | Alfa Romeo-Ferrari    | 10     |
| 15       | Nico Hülkenberg  | Haas-Ferrari          | 9      |
| 16       | Zhou Guanyu      | Alfa Romeo-Ferrari    | 6      |
| 17       | Yuki Tsunoda     | AlphaTauri-Honda RBPT | 3      |
| 18       | Kevin Magnussen  | Haas-Ferrari          | 3      |
| 19       | Liam Lawson      | AlphaTauri-Honda RBPT | 2      |

| Pos.     | Écurie                | Points |
| -------- | --------------------- | ------ |
| Champion | Red Bull-Honda RBPT   | 657    |
| 2        | Mercedes              | 326    |
| 3        | Ferrari               | 298    |
| 4        | Aston Martin-Mercedes | 230    |
| 5        | McLaren-Mercedes      | 219    |
| 6        | Alpine-Renault        | 90     |
| 7        | Williams-Mercedes     | 23     |
| 8        | Alfa Romeo-Ferrari    | 16     |
| 9        | Haas-Ferrari          | 12     |
| 10       | AlphaTauri-Honda RBPT | 5      |

## Statistiques
Le Grand Prix du Qatar 2023 représente :
- la 30e pole position de Max Verstappen, sa dixième de la saison[30] ;
- la 49e victoire de Max Verstappen, sa quatorzième de la saison[31] ;
- le 10e hat trick de Max Verstappen, son cinquième de la saison[32] ;
- le 4e grand chelem de Max Verstappen, son deuxième de la saison[33] ;
- la 108e victoire de Red Bull, la seizième de la saison[34] ;
- la 16e victoire de Honda RBPT en tant que motoriste[35] ;
- le 500e podium de McLaren[36].

Au cours de ce Grand Prix :
- À l'arrivée de la course sprint du samedi, Max Verstappen s'adjuge son troisième titre de champion du monde, à six Grands Prix de la fin de saison[37] ;
- Oscar Piastri est élu « pilote du jour » à l'issue d'un vote organisé sur le site officiel de la Formule 1[38] ;
- McLaren bat le record de l'arrêt au stand le plus rapide de l'histoire, précédemment détenu par Red Bull Racing en 1 s 82 (voiture de Max Verstappen au Grand Prix du Brésil 2019) ; l'arrêt de Lando Norris, au vingt-septième tour, a duré 1 s 80[39] ;
- Danny Sullivan (15 Grands Prix chez Tyrrell Racing en 1983, 2 points, vainqueur des 500 miles d'Indianapolis 1985 et champion CART en 1988) a été nommé conseiller par la FIA pour aider le groupe des commissaires de course dans leurs jugements[40].